# Achille Mir

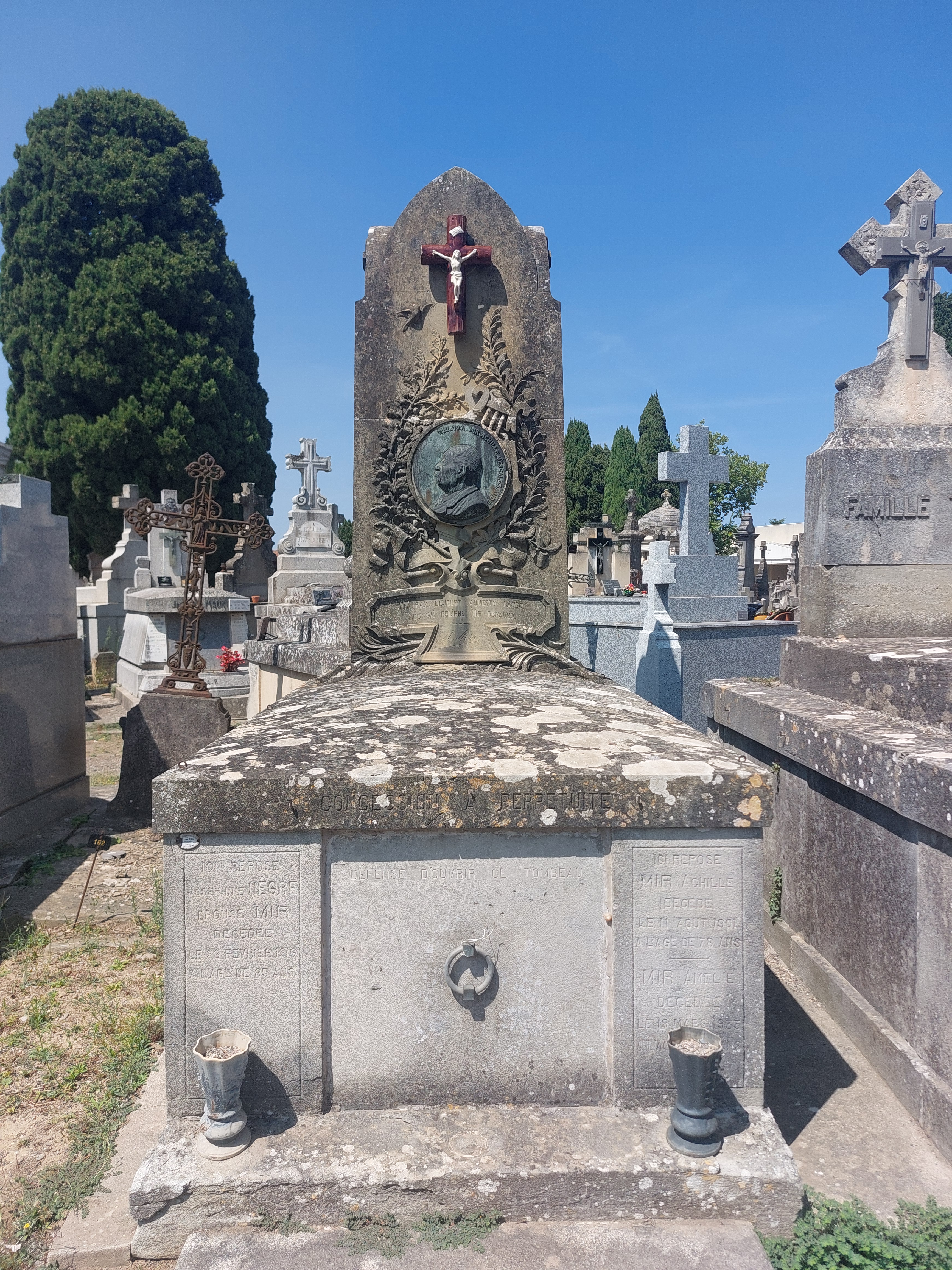
La tombe d'Achille Mir, visible au cimetière Saint-Michel de Carcassonne.

Achille Mir, aussi appelé Aquiles Mir ou Achilo Mir, né le 30 novembre 1822 à Escales (Aude) mort le 10 août 1901 Carcassonne (Aude), est un poète et écrivain français de langue occitane. Il fut un membre important du Félibrige occitan et est considéré comme le fondateur de l'école du félibrige dans l'Aude,.

## Biographie

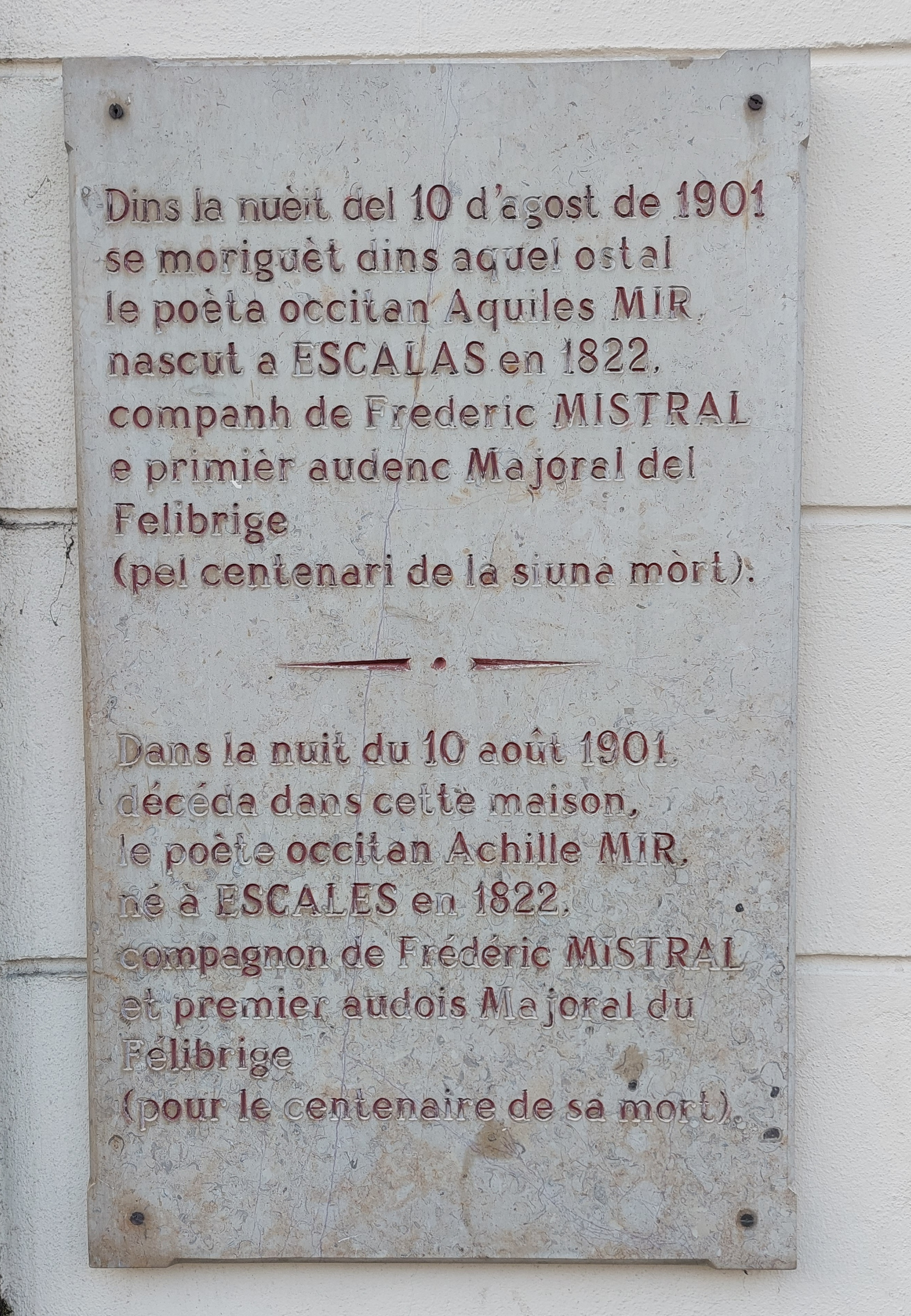
Plaque commémorative apposée sur l'immeuble situé au 63 boulevard Barbès à Carcassonne.

Il naquit à Escales le 30 novembre 1822. Fils d'ouvriers agricoles propriétaires de quelques vignes, il exerça comme enseignant pendant cinq ans dans le petit village d'Aigues-Vives avant d'être nommé maître-adjoint et directeur de l'école annexe à l'école normale de Carcassonne.
Pendant son professorat, il créa une méthode d'écriture. Mais, rapidement, il préfère les classes préparatoires du petit séminaire et les leçons d'écriture dans les maisons d'éducation. Il y propose ainsi ses propres compositions, fables et moralités, d'abord en français, puis en langue d'oc lorsque la langue est remise à l'honneur par le mouvement trans-occitan du félibrige — notamment par Jasmin et Mistral (futur prix Nobel de littérature).
En 1863, il présente son poème la bigno au concours de la société archéologique de Béziers et collabore à la revue mensuelle Les Muses du Midi. Il quitte ses charges d'enseignant en 1869 pour assurer la comptabilité à la Manufacture de la Trivalle 
À partir des années 1870, il se consacre plus intensément à la recherche littéraire et à l'écriture occitane. Présent dans le premier numéro de la Revue des Langues Romanes en 1870, il fut dès 1871 le bras droit de Frédéric Mistral dans la mise en place d'une structure félibréenne audoise, ce qui contribua largement au développement d'une littérature en Langue d’Oc dans cet arrière-pays cathare et pyrénéen. Cette école locale du félibrige fut nommée Escòla Audenca – l’Ecole Audoise en 1890 et Mir la présida dès sa création en étant majoral dès 1876 (Cigalo de Carcassouno, o de l'Amourié).
En 1877, il est nommé maître en gai savoir.
Mir s'essaie, sur le conseil de Mistral, au genre lyrique alors prisé par le Félibrige qui était à la recherche d'horizons artistiques plus larges. Mais il semble que « papa Mirgot » excelle plus dans la « verve populaire ». Selon certains critiques occitans, ni ses odes, ni ses sonnets, pas même les textes de la cansou de la lauseto ne valent ses bouffonades dont la plus célèbre reste Lou lutrin de Lader.
Selon plusieurs sources, la spécialité d'Achille Mir au sein de ce Félibrige occitan est de reconstituer par l'écriture une langue orale chargée de sens où tout ne serait qu'expressions savoureuses. Il s'attachera d'ailleurs à recueillir ces expressions durant toute sa vie.
Mir préside la Société de lecture en 1885 fondé par Achille Rouquet, puis avec ce dernier, la Revue de l'Aude en 1886 ; puis encore l'Escolo audenco en 1892, avant d'être publiquement célébré par Mistral et par Mounet-Sully à l'occasion de la Santo Estello 1893 puis de la Fête des Cadets de Gascogne 1897.
Sa tombe se trouve au cimetière Saint-Michel de Carcassonne.

## Œuvre

### Contes et nouvelles
- Countes en proso e en vèrs, date inconnue[8]
- L'agnèl e lou bouchè (L'agneau et le boucher)
- Lou Sermou dal curat de Cucugna, pouëmo tragi-coumic[8] (avec traduction française), 1884
- Retour de Sant-Andriu-de-Rocoloungo : racounte dal grand councert de la Filarmounio, 1891
- Fables, illustrations de Narcisse Salières, avant-propos de Frédéric Mistral (republié en 2013[8])

### Poésie
- Lou Paychérou, impr. Polère, Carcassonne[9], 1873
- Bouquetou, impr. Felibrenco, Aix-en-Provence, 1882
- La Cansou de la Lauseto, poésies languedociennes, avec une préface de Frédéric Mistral (et étraduction française), Revue méridionale, 1900

### Théâtre lyrique
- Lou lutrin de Ladèr (bouffonnerie en trois actes[8]), 1906

### Chansons
- Jaquet : cansou réjouissento sul tridoulet d'uno filho que se bol Marida; Paroles d'Achilles Mir ; Musique de Charles Scheurer, Carcassonne ( XIXe siècle, date inconnue[8])
- Cansou baptismalo : per moun filhol Achillo Barrié [Baleste]; impr. Centrale du Midi, Montpellier, 1876

### Autres
- Glossaire des comparaisons populaires du Narbonnais et du Carcassez, impr. Hamelin, Montpellier, 1882

## Hommages, postérité
- À Cucugnan, le théâtre municipal porte son nom, ainsi que la rue y menant[10].
- Son portrait est visible à la préfecture de l'Aude depuis 2018, parmi 23 illustres personnalités audoises[11].
- Une rue porte son nom à Carcassonne depuis 1922[12].